# Cromat de potassi
El cromat de potassi (K₂CrO₄) és un indicador químic de color groc que s'utilitza per determinar concentracions de ions clorur en dissolucions de sals amb nitrat de plata (AgNO₃). És un cancerigen de classe 2 i pot causar càncer per inhalació.